# Arctosa biseriata
Arctosa biseriata là một loài nhện trong họ Lycosidae.
Loài này thuộc chi Arctosa. Arctosa biseriata được Carl Friedrich Roewer miêu tả năm 1960.